# 生命体8472
生命体8472（せいめいたい8472、Species 8472）はアメリカのSFテレビドラマ、『スタートレック』シリーズの『スタートレック:ヴォイジャー』に登場する架空の異星人。
第3シーズン最終話／第4シーズン1話（第68/69話『生命体8472』(Scorpion )）から、それまでほぼ無敵と考えられていた機械生命体ボーグを上回る強力な敵役として登場した。「生命体8472」と言う名称はボーグが付けた標識番号であり（地球人は生命体5618）、本来の種族名は不明である（『Star Trek Online』では、「ウンディーネ」という種族名が設定されている）。地球人などの居住する宇宙空間とはブラックホールを通じてのみアクセスできる、「流動空間」と呼ばれる別の次元に生息する、唯一の生命体である。
頭部は大きく発達し、皮膚はくすんだ緑色あるいは紫色で、体毛はない。眼は横長で、瞳は十字型に切れ込んでいる。基本的に3足歩行、前傾姿勢で歩き、まっすぐに立つと2メートル近くの背丈がある。全体的にかなり大柄な体格であり、地球人の眼から見ると、昆虫に似た外見をしている。性別は6種類。
その生体構造はそれまで惑星連邦が接触したいかなる生命体とも異なっており、生物学的進化の頂点にあるとも言われる。ボーグのナノプローブも一切受け付けない強力な免疫機能を備えた細胞を持ち、再生能力も驚異的である。その細胞自体が武器ともなり、病原体のように相手に感染させることが出来る。また、生身のままでも真空空間での活動が可能で、睡眠の必要もない。武器を持たずとも恐るべき攻撃力を有しており、狩猟種族ヒロージェンが数人がかりで戦っても、一体の生命体8472を相手にかなり手こずっている（第84話『超獣生命体VS狩猟星人』(Prey )）。
知性も極めて高く、高度で独特なテクノロジーを発達させている。有機体で構成されたバイオシップと呼ばれる彼らの宇宙船は、ボーグ艦を一撃で撃破する破壊力を持ち、9隻による収束ビーム攻撃は惑星軌道上に展開したボーグ艦隊をその惑星ごと壊滅させるほどの威力を持ち、他の生命体に変身する遺伝子改造技術や、テレパシー能力も持ち合わせている。身体的に他種族より優位にありながらも、地球攻撃計画に見るように、頭脳的な戦略で対処することも多い。また階級社会や生殖行為の存在も確認されているが、あくまで断片的なものであり、その社会構造、文化、価値観などの詳細は不明である。
地球人などの居住する宇宙に彼らの存在と脅威をもたらしたのは、皮肉なことに彼らを同化しようとしたボーグだった。流動空間へのアクセス方法と、そこに生息する生命体の存在を確認したボーグは、当然の如く同化を開始したわけであるが、生命体8472の遺伝子構造は、ボーグのナノプローブを全く寄せ付けず、同化は不可能なことが判明した。それまでの知識が全く通用しない未知の敵の出現にボーグは対処することが出来ず、生命体8472の逆襲の前に一方的な敗退を余儀なくされる。このため、ボーグはキャスリン・ジェインウェイ艦長率いるU.S.S.ヴォイジャーと極めて例外的な同盟関係を結び、改造したナノプローブをバイオシップに撃ち込み、武器の火力ではなく生物的に破壊する事により、生命体8472の撃退に成功した（第68/69話）。
この事件は生命体8472の間に惑星連邦に対する警戒心を喚起し、彼らは綿密な地球攻撃計画を立案する。彼らは宇宙艦隊の施設を忠実に再現した宇宙ステーションを建設、さらに独自の遺伝子改造技術で地球人に変身して、地球人として振舞えるように訓練を行っていたのである。こうして訓練した要員をスパイとして宇宙艦隊に潜入させ、先制攻撃をかける予定であった。この計画は実行寸前でヴォイジャーの妨害を受け、実現せずに終わったが、この時両者の間に話し合いの場が持たれ、あくまで部分的にではあるが、和解が成立している（第98話『偽装された地球』(In the Flesh )）。
対外的にはヴォイジャーとの最初の接触の際に「弱いものは滅びるのだ」と、高圧的な態度をとったことに見るように、ボーグの同化にも似た、排他的で危険な一面が見受けられる。しかし、彼らは決してやたらな好戦的な種族ではなく、ボーグとの戦いはあくまで自衛のためであった。また、惑星連邦への攻撃計画も侵略目的ではなく、警戒感から出たものである。彼らはボーグと違って、精神面では個人や個性と言う概念が存在する種族であり、ヴォイジャーとの部分的和解に見るように、全く話し合いの通じない相手と言うわけではない。攻撃計画の訓練を通じて、地球の文化に関心を持ち、評価する者も出てきている。
しかし、彼らとのコンタクトはまだ始まったばかりであり、当面の所、社会全体で友好関係を築くのは困難と見られる。

## 代表的な生命体8472
いずれも本名は不明。
- ミスター・ブースビー（レイ・ウォルストン、日本語吹替は大木民夫）

宇宙艦隊アカデミーの地球人男性庭師に化けていた個体。2375年にU.S.S.ヴォイジャーがデルタ宇宙域で発見した、地球への潜入工作員養成施設「テラスフィア（テラドームとも）」の司令官。当初は惑星連邦に対して強い敵愾心を抱いていたが、キャスリン・ジェインウェイの説得に応じて暫定的な停戦に合意した。
- ヴァレリー・アーチャー中佐（ケイト・バーノン、日本語吹替は弘中くみ子）

宇宙艦隊士官の地球人女性に化けていた個体。ミスター・ブースビー配下の工作員。地球をはじめ惑星連邦の文化に興味を持っており、テラスフィアに偵察に来たチャコティと親しくなった。「惑星連邦は極めて危険な存在である」という同胞内の常識に強く反発する主張を貫き、ブースビーやブロックの態度を変えさせた。
- ブロック提督（タッカー・スモールウッド、日本語吹替は有本欽隆）

宇宙艦隊士官の地球人男性に化けていた個体。ミスター・ブースビー配下の工作員。強硬に惑星連邦との開戦を主張していたが、結局折れてブースビーの停戦命令に従いU.S.S.ボイジャーのクルーにテラスフィアの施設を紹介した。
- ウィレム・バティスト提督

宇宙艦隊士官の地球人男性に化けていた個体。地球サンフランシスコの艦隊司令部に潜入していた。2381年にフルサークル艦隊を率いてデルタ宇宙域へ向かい、一時U.S.S.ヴォイジャーとU.S.S.ガレンを占拠するが、制圧された。「Star Trek:VOY -Full Circle-」、「Star Trek:VOY -Unworthy-」等に登場。
- ソケス大使

惑星連邦のバルカン人男性大使に化けていた個体。2409年に外交任務のため宇宙艦隊船によって第1宇宙基地（地球基地）からプジェム修道院へ護送されるが、到着後に正体が発覚した。宇宙艦隊の追撃を受けるも彼らを振り切って逃げ遂せた。「Star Trek Online」に登場。
- トゥヴァラ大佐

宇宙艦隊U.S.S.アテネの艦長に化けていた個体。多数の部下と共に潜入し、船を乗っ取っていた。2409年に全3隻の宇宙艦隊船が参加して行われたドレイロン星系軍事演習の最中、演習用プログラムを使用しているため防御スクリーンを解除していたU.S.S.カーライルに光子魚雷の実弾を撃ち込み、これを撃沈した。もう1隻も破壊しようと試みたが素早く対応され、反撃を受け制圧された。「Star Trek Online」に登場。